# 宇野名都美
宇野 名都美（うの なつみ、1991年12月14日 - ）は、元アナウンサー。

## 経歴・人物
- 兵庫県西宮市出身。西宮市立西宮高等学校、立命館大学文学部言語コミニケーションプログラム学科を卒業した[1]。
- 大学生時代の2012年には、今宮戎神社の福娘[2]に選ばれた。
- また、同じく大学4年生だった2013年度には、1,192名の中から34代宝くじ幸運の女神にも選ばれた[3]。
- 趣味は国内の色んな所へ行くこと。アイドルのダンスの振りコピ。
- 2014年4月、山口朝日放送に入社した。2015年3月に同局を退社した。
- 2015年4月、テレビ愛知に入社した[4]。
- 2019年9月30日、結婚及びテレビ愛知の退社を発表した[5]。

## 過去の担当番組
山口朝日放送時代
- yabニュース

テレビ愛知時代
- 土曜なもんで！
- 宇野、THE 禅
- くすぐる （2019年4月 - 9月）
- ニュース
- 情報ステーション　はちまるまる